# Harry Watson (cyclisme)
Pour les articles homonymes, voir Harry Watson et Watson.
Harry Watson, né le 13 juin 1904 et mort le 25 décembre 1996, est un cycliste néo-zélandais. Il est le premier néo-zélandais à participer au Tour de France lors de l'édition 1928 au sein de l'équipe Ravat-Wonder (composée d'Harry Watson et de trois coureurs australiens).

## Palmarès
- 1927
  - 2e de la course en ligne du championnat d'Australie
- 1934
  - 2e de la course en ligne du championnat d'Australie
  - 2e du Centenary 1000 (en)

### Résultats sur les grands tours

#### Tour de France
1 participation :
- 1928 : 28e